# Дитрих I от Мец
Дитрих I (на френски: Thierry Ier de Metz; на латински: Theodiricus, Deodericus; на немски: Dietrich I, † 984) е епископ на Мец от 964 до 984 г. В католическата църква той е Светия.

## Произход
Той е племенник на кралица Матилда Вестфалска, майката на император Ото I Велики.
След смъртта на епископ Адалберо през 962 г. Дитрих става управител на епископията Мец и през 964 г. чрез помощта на архиепископ Бруно от Кьолн става епископ. След смъртта на приятеля му Бруно от Кьолн през 965 г. в неговите ръце в Реймс, той става влиятелен съветник на император Ото I и отсъства често от епископията си.
През 968 г. основава абатството Св. Винцент. През 962 г. придружава Ото I в Италия и присъства на неговата коронизация. Посреща Теофано. След смъртта на Ото I, има също влиятелна роля в двора на Ото II и го коронова в Мец за крал на Лотарингия. През 981 г. той придружава императора в Италия.
Дитрих също е писател. От пътуванията му в Италия донася реликви на Светии и пише техните биографии, които вече не са запазени.